# Dominica en los Juegos Olímpicos de Pekín 2008
Dominica estuvo representada en los Juegos Olímpicos de Pekín 2008 por dos deportistas masculinos que compitieron en atletismo.
El portador de la bandera en la ceremonia de apertura fue el atleta Jérôme Romain. El equipo olímpico dominiqués no obtuvo ninguna medalla en estos Juegos.